# واهرام گایفجیان
واهرام مکرتچی گایفجیان (ارمنی: Վահրամ Մկրտչի Գայֆեճյան؛ زاده ۱۴ آوریل ۱۸۷۹ - درگذشته ۳۰ نوامبر ۱۹۶۰) نقاشی و آموزگار رسم اهل ارمنستان بود.

## زندگی‌نامه
وی در (۲۶) ۱۴ آوریل ۱۸۷۹ در آخالتسیخه به دنیا آمد و از دانشگاه دولتی مسکو (۱۹۱۰)، حوزه علمیه لازاریان (۱۹۰۱)، مدرسه نقاشی، مجسمه‌سازی و معماری مسکو (۱۹۰۷) فارغ‌التحصیل گشت. وی عضو اتحادیه صنعتگران ارمنستان و hy:Հայաստանի կերպարվեստի աշխատողների ընկերություն بود. وی همچنین برنده جوایزی همچون چهره هنری شایسته ارمنستان شوروی شد. وی در ۳۰ نوامبر ۱۹۶۰ در سن سالگی در ایروان درگذشت.